# Lorand Kilbertus
Lorand Kilbertus (Senčevo, Srbija, 25. rujna 1928. ‒ Beograd, 28. rujna 2005.), hrvatski katolički svećenik, isusovac, skladatelj i orguljaš.

## Životopis
Otac Filip, po nacionalnosti Nijemac i majka Vilma, Mađarica. Odrastajući uz oca orguljaša, već za djetinjstva upoznao je liturgijsku glazbu. Od roditelja dobiva i osnovnu glazbenu izobrazbu. Od 1939. do 1947. boravi u internatu u Nadbiskupijskom dječačkom sjemeništu te pohađa Nadbiskupsku klasičnu gimnaziju u Zagrebu, na Šalati, završava 1947. te stupa u Družbu Isusovu 1947. gdje završava novicijat 1949. godine. Diplomira filozofiju 1952. na Filozofsko-teološkom institutu Družbe Isusove, a 1958. godine i teologiju na istome isntitutu. 1959. završio je posljednji dio, treću probaciju, formacije za Jezuita u Dubrovniku.
Za svećenika je zaređen 1957. godine. Njegova sposobnost i svestranost zadužile su ga da obavlja različite pastoralne i nastavničke dužnosti na raznim mjestima: postaje odgojitelj u Međubiskupijskom dječakome sjemeništu na Šalati 1953./ 1954.; djeluje u bazilici Presvetoga Srdca Isusova 1959. – 1960.; župnik i superior na Telepu u Novom Sadu od 1960. – 1961. u župi sv. Elizabete; nastavnik glazbe u Interdijecezanskoj školi i Sjemeništu u Zagrebu od 1961. – 1966.; župnik u Beogradu u župi svetoga Petra u makedonskoj ulici od 1966. – 1973. te 1986. – 2005.; od 1973. do 1986 zadužen je za liturgijsku glazbu u bazilici Presvetoga Srdca Isusova; duhovnik Malteškoga viteškog reda; vrši dušobrižničku službu prema Beograđanima i članovima raznih veleposlanstava; jedan je od osnivača Međureligijskoga centra u Beogradu. 

## Interesi
Za njegov glazbeni razvoj presudan je utjecaj imao skladatelj Miroslav Magdalenić koji je bio njegov učitelj glazbe u sjemeništu. Nakon Magdalenićeva odlaska 1941. nije bilo nikoga tko bi pružio L. Kilbertusu sistematsko učenje glazbe u školi. Slušao je, kao sjemeništarac, slavnoga orguljaša katedrale u Zagrebu: Franju Dugana čijim je improvizacijama bio zadivljen. 
Kada je postao odgojiteljem u sjemeništu na Šalati započeo je sustavnu privatnu glazbenu izobrazbu pod maestrom Albom Vidakovićem do 1963. gdje je učio orgulje, teoriju glazbe i skladanje, a ovdje je djelovao i kao regens cori, orguljaš i skladatelj.
Kao umjetniku nije mu bila strana ni likovna umjetnost: povremeno je izrađivao crteže i skulpture. Njegova sposobnost i učenost vidljiva je i u poznavanju jezika: osim hrvatskoga jezika govorio je njemački, mađarski, engleski, francuski, talijanski, a kao svećenik Katoličke Crkve znao je i latinski jezik.

## Zanimljivosti
Zgodno je i spomenuti zgodu koju donosi Alan Fraser, skladatelj iz Kanade, pri posjeti tadašnjoj državi Jugoslaviji: Pri kraju moje prve ispovijedi, s ocem Lorandom Kilbertusom u Beogradu u proljeće 1995., upitao sam ga mogu li dati nešto novaca misijama kao pokoru. Ljubazno je odbio i rekao mi da zamislim pokoru koja bolje odgovara mojim osobnim talentima. Bogu hvala da jest, jerbo je to bio začetak ove (Missa brevis, Op. 5) mise. Bilo je to na vlaku za Novi Sad gdje sam pronašao komadić staroga papira i naškrabao prve djeliće Kyrija. Dovršio sam ga vidjevši ga opet te godina na Božić.

## Drugi o L. Kilbertusu
"P. Kilbertus se odlikovao smirenošću, otmjenošću i profinjenošću. Bio je susretljiv i spreman svakome pomoći, blizak kako jednostavnim tako i učenim ljudima. Svi su ga zbog toga voljeli... Rado je raspravljao o filozofskim i teološkim pitanjima, pokazujući zavidno znanje i upućenost u probleme. Bio je širokih vidika i ekumenski vrlo otvoren." / IKA /

### Vanjska poveznice
- www.lorandkilbertus.com  Arhivirana inačica izvorne stranice od 30. rujna 2007. (Wayback Machine)